# Leo Gottesleben

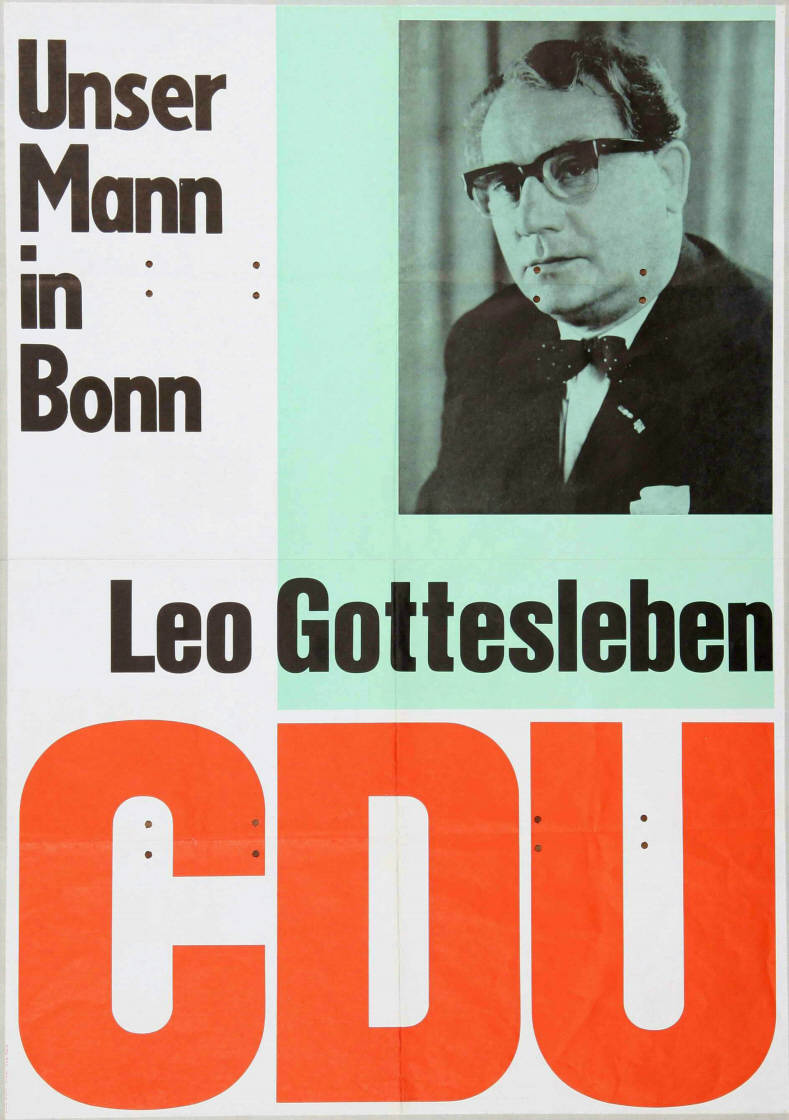
Kandidatenplakat Leo Gotteslebens zur Bundestagswahl 1969

Leo Gottesleben (* 15. April 1909 in Spiesen; † 9. Juli 1983 in St. Wendel) war ein deutscher Politiker der CDU.

## Leben und Beruf
Nach dem 1930 abgelegten Abitur auf dem Humanistischen Gymnasium in Sankt Wendel besuchte Gottesleben, der römisch-katholischen Glaubens war, die Pädagogische Akademie Bonn. Nach dem Studium wurde er Lehrer und Schulrektor im Saargebiet.
Gottesleben trat zum 1. November 1935 der NSDAP bei (Mitgliedsnummer 6.914.359). Im Zweiten Weltkrieg war Gottesleben Infanterieoffizier und geriet in Kriegsgefangenschaft, aus der er 1946 entlassen wurde.
Nach dem Krieg war Gottesleben Kultur- und Jugendreferent im Saarländischen Kultusministerium. Er gehörte Anfang der 1950er Jahre zu den Mitbegründern der unter dem CVP-Ministerpräsidenten Johannes Hoffmann illegalen CDU Saar. Wegen Beteiligung an der Vorbereitung zu einem von dem Journalisten und Politiker Hubertus Prinz zu Löwenstein-Wertheim-Freudenberg geplanten gewaltlosen Sturz der Regierung Hoffmann wurde Gottesleben am 6. August 1953 nach einer Hausdurchsuchung verhaftet, am folgenden Tag vom Haftrichter aber schon wieder entlassen. Das eingeleitete Verfahren wegen Hoch- und Landesverrats gegen das damals formal einen unabhängigen Staat bildende Saarland wurde im März 1954 ganz eingestellt. Als Lehrer blieb Gottesleben jedoch suspendiert.
Nach der Saarabstimmung 1955 und dem Rücktritt von Johannes Hoffmann wurde Gottesleben 1956 Schulrat im Schulamtsbezirk Eppelborn. Er war verheiratet und hatte drei Kinder. Er war Mitglied der katholischen Studentenverbindung KStV Ketteler Mainz.
Sein (politischer) Nachlass wird bei der Konrad-Adenauer-Stiftung verwahrt.

## Abgeordneter
Gottesleben gehörte dem Deutschen Bundestag von 1957 bis 1972 an. Er vertrat den Bundestagswahlkreis Ottweiler, in dem er jeweils direkt gewählt wurde, im Parlament.

## Schriften
- Geologische Beschreibung des Rötels und seine Verwendung im St. Wendeler Land. In: Heimatbuch des Landkreises St. Wendel 4 (1951/52), S. 26–32 (online als PDF).

## Ehrungen
- Gottesleben wurde am 19. Januar 1976 mit dem Saarländischen Verdienstorden ausgezeichnet.[6]